# Mușenița
Mușenița is een Roemeense gemeente in het district Suceava.
Mușenița telt 2142 inwoners.